# Sharif Sehnaoui
Sharif Sehnaoui (Beirut, 1976) és un músic d'improvisació libanès (guitarra, també bateria).
Sharif Sehnaoui ve de Beirut i va aprendre a tocar el piano de petit abans de dedicar-se a la música rock i tocar la guitarra. Va començar la seva carrera l'any 1998 a París, on va tocar en diverses formacions. Aviat va començar a actuar en festivals als Estats Units i a tot Europa (com el Nickelsdorfer Konfrontationen o el CTM Festival). Es va dedicar a la improvisació lliure amb la guitarra elèctrica i acústica preparada. Amb Mazen Kerbaj i la seva llavors dona, la saxofonista Christine Abdelnour, Sehnaoui és cofundador del festival de música experimental Irtijal, que se celebra anualment a Beirut des del 2001 i és l'únic d'aquest tipus al món àrab. Al segell afiliat Al Maslakh va iniciar diverses subetiquetes de CD per a música experimental.
Al Líban, Sehnaoui va tocar entre d'altres. a les formacions A Trio i BAO i també experimenta amb les possibilitats de percussió de la guitarra. Sehnaoui també ha actuat amb Michael Zerang i Eddie Prévost, Daunik Lazro, Jean-François Pauvros, Roger Turner i Maurice Louca.
Va rebre el premi a la millor banda sonora a la XXXVIII edició de la Mostra de València per Birket El Arous.

## Discografia
- Mazen Kerbaj, Sharif Sehnaoui & Raed Yassine: A (cd-thèque, 2003)
- Mazen Kerbaj, Christine Abdelnour Sehnaoui, Sharif Sehnaoui & Ingar Zach: Rouba3i5 (Al Maslakh, 2005)
- Mazen Kerbaj / Birgit Ulher / Sharif Sehnaoui: 3:1 (Creative Sources, 2008)
- Old and New Acoustics (Al Maslakh, 2010)
- Andrea Neumann, Sharif Sehnaoui, Michael Thieke, Michael Vorfeld: Nashaz (Al Maslakh 2016)